# Kaspar Capparoni
Gaspare "Kaspar Capparoni" (Rim, 1. kolovoza 1964.) je talijanski glumac.

## Životopis
Kaspar Capparoni je postao kazališnim glumcem s 18 godina, a vodio ga je Giuseppe Patroni Griffi. 
1984. se pojavio na filmu, i to u filmu Phenomena, redatelja Daria Argenta. 
Poslije je Capparoni glumio u brojnim drugim filmovima, uključujući filmove:
- Colpi di luce (1985.), redatelja Enza G. Castellarija
- Gialloparma (1999.), redatelja Alberta Bevilacque
- Encantado (2002.), redatelja Corrada Colomba
- Il Ritorno del Monnezza (2005.), redatelja Carla Vanzine
- Two Families, 2007.
- Il Sole nero, 2007.

Glumio je i u drugim televizijskim projektima, od kojih su značajniji:
- Ricominciamo, 2000., sapunska opera
- Piccolo mondo antico, mini televizijska serija
- Incantesimo 4 (Čarolija 4), 2001., televizijska serija
- Elisa di Rivombrosa, 2003.
- La caccia, 2005, mini-serija redatelja Massima Spana, gdje glumi Alessija Bonija
- Capri (serija), 2006.

2007. je protagonistom miniserije Donna Detective, redateljice Cinzie TH Torrini, a iduće godine se pojavio u seriji Inspektor Rex (Inspector Rex), redatelja Marca Serafinija te u seriji Capri 2 redatelja Andree Barzinija i Giorgia Moltenija.

## Filmografija

### Kino
- Phenomena, 1984., redatelj Dario Argento
- Colpi di luce, 1985., redatelj Enzo G. Castellari
- Gialloparma, 1999., redatelj Alberto Bevilacqua
- Encantado, 2002., redatelj Corrado Colombo
- Il ritorno del Monnezza, 2005., redatelj Carlo Vanzina
- Two families, 2007., redatelji Barbara Wallace i Thomas R. Wolfe
- Il sole nero, 2007., redatelj Krzysztof Zanussi

### Televizija
- Addio e ritorno, 1995., redatelj Rodoldo Roberti - TV Movie
- Tequila e Bonetti, 2000., redatelji Bruno Nappi i Christian I. Nyby II - Episodio: Cuore rapito, - televizijska serija
- La casa delle beffe, 2000., redatelj Pier Francesco Pingitore - mini televizijska serija
- Ricominciare, 2000. – 2001., razni redatelji, sapunska opera
- Piccolo mondo antico, 2001., redatelj Cinzia TH Torrini - televizijska serija
- Incantesimo 4, 2001., redatelji Alessandro Cane e Leandro Castellani - televizijska serija
- Elisa di Rivombrosa, 2003., redateljica Cinzia TH Torrini - televizijska serija
- La caccia, 2005., redatelj Massimo Spano - mini televizijska serija
- Provaci ancora Prof, 2005., redatelj Rossella Izzo - Episode: La mia compagna di banco - mini televizijska serija
- Capri, 2006., redatelj Francesco Marra and Enrico Oldoini - televizijska serija
- Donna Detective, 2007., redatelj Cinzia TH Torrini - mini televizijska serija
- Rex, 2008., redateljica Marco Serafini - mini televizijska serija
- Capri 2, 2008., redatelji Andrea Barzini i Giorgio Molteni - televizijska serija
- Il giudice Mastrangelo 3, 2009., redatelj Enrico Oldoini, televizijska serija (u snimanju)
- Capri 3

## Vanjske poveznice
- Službene stranice
- Kaspar Capparoni na Internet Movie Database-u